# Conde de Mossâmedes
Conde de Mossâmedes, por vezes Moçâmedes, é um título nobiliárquico criado por D. Luís I de Portugal, por Decreto de 19 de Maio de 1886, em favor de José Francisco de Almeida e Vasconcelos, antes 1.º Visconde de Mossâmedes.
Titulares
1. José Francisco de Almeida e Vasconcelos, 1.º Visconde e 1.º Conde de Mossâmedes.

Após a Implantação da República Portuguesa, e com o fim do sistema nobiliárquico, usaram o título: 
1. Adelaide Maria José de Almeida e Vasconcelos, 2.ª Condessa de Mossâmedes;
2. D. José Pedro de Mendoça, 3.º Conde de Mossâmedes;
3. D. Nuno José de Jesus Maria de Mendoça, 4.º Conde de Mossâmedes;
4. D. Pedro José de Noronha de Mendoça, 5.º Conde de Mossâmedes.